# Getxo Igeriketa Bolue Kirol Elkartea
El Getxo Igeriketa Bolue Kirol Elkartea es un club acuático con sede en el polideportivo de Fadura, en Guecho (Vizcaya) España. Fue fundado en 1979.

## Historia
Se funda el club en 1979 con el nombre de Club Natación Fadura. A finales de la década de 1980 se crea la sección de waterpolo, inicialmente compuesta por ex-nadadores.
En las décadas de 2010-20, su equipo máster de natación está consiguiendo logros estatales e internacionales, como el récord de España en 4 x 100 estilos logrado en 2018 por Iñaki y Mikel Bildosola, Javier Etxebeste y Beñat Elorriaga.

## Palmarés

### Natación aguas abiertas
- Campeón individual en la travesía la Bocaina
- Campeón individual en la travesía Tabarca-Santa Pola
- Campeón individual en la travesía Lago Leman (Ginebra, Suiza)
- Campeones individuales en las travesías: Getaria-Zarauz, Lequeitio, Plencia, Villarreal de Álava, Ría Bilbao, Guecho, Ondárroa
- Mejor marca del año 2012 en el Cruce de Estrecho de Gibraltar

### Natación Máster
- Campeón mundial Máster
- Campeones de Europa Máster individuales y en relevos
- Récord Mundial Máster en relevo 4×100 Libres (+120 años)
- Récords de Europa Máster individuales y en relevos

### Waterpolo
- 2 veces subcampeón de la Liga Euskal Herria de waterpolo masculino (2000, 2003)